# Яковенко, Дмитрий Петрович
Дми́трий Петро́вич Якове́нко (род. 16 мая 1981, Уральск) — российский сценарист. Один из ведущих сценаристов российского мультсериала «Смешарики» а также его спин-оффа «Пин-Код».

## Биография[1]
Родился 16 мая 1981 года в Уральске.
В 1998 году получил российское гражданство, переехал в Санкт-Петербург.
В студенческие годы писал рассказы, стихи и рисовал карикатуры для юмористических журналов и газет («Колесо смеха», «Вокруг смеха», «Не зевай!», «Большой прикол» и т. д.) В те же годы иллюстрировал книги и оформлял обложки для издательства Олма Медиа Групп. Был автором команды КВН Бончестер Юнайтед.
В 1995 году закончил детскую художественную школу г. Уральска.
В 2003-2005 годах работал в компании INFON дизайнером.
В 2003 году закончил Санкт-Петербургский Государственный Университет Телекоммуникаций им. проф. М.А. Бонч-Бруевича с присуждением квалификации инженера по специальности «Радиосвязь, радиовещание и телевидение».
С 2004 года пишет сценарии к мультипликационному сериалу «Смешарики». Его первый сценарий был к серии «Долгая рыбалка», а помогал ему в написании сценария Алексей Лебедев в качестве литературного редактора. Параллельно работал над первым сезоном мультсериала «Лунтик и его друзья». Первая его серия была «Страх», сценарий к которой он написал совместно с актёром Андреем Чибисом.
В 2009 году участвовал в серии мастер-классов, проводимых гильдией сценаристов в «Доме кино», город Москва.
Был главным редактором мультсериала «Барбоскины» Дебютировал в качестве режиссёра на серии «Любимый брат».
В 2021 году дебютировал как режиссёр-мультипликатор в серии «Здравствуй, мой дневничок!» нового сезона «Смешариков».

## Личная жизнь
- Мать — Татьяна Яковенко, числится одним из сценаристов сериала «Барбоскины». Написала сценарий к серии «Потомки скажут спасибо».
- Супруга — Анастасия Яковенко (Пашенкова), озвучившая мультфильм «Смешарики. Начало».
- Сын — Александр.

## Фильмография

### Сценарист
- 2004—2012 — Смешарики

| Список серий классического сериала «Смешарики», сценарии к которым были написаны Дмитрием Яковенко: | Список серий классического сериала «Смешарики», сценарии к которым были написаны Дмитрием Яковенко: | Список серий классического сериала «Смешарики», сценарии к которым были написаны Дмитрием Яковенко: | Список серий классического сериала «Смешарики», сценарии к которым были написаны Дмитрием Яковенко: | Список серий классического сериала «Смешарики», сценарии к которым были написаны Дмитрием Яковенко: |
| № серии                                                                                             | Название                                                                                            | Режиссер серии                                                                                      | Примечания                                                                                          | Год производства                                                                                    |
| --------------------------------------------------------------------------------------------------- | --------------------------------------------------------------------------------------------------- | --------------------------------------------------------------------------------------------------- | --------------------------------------------------------------------------------------------------- | --------------------------------------------------------------------------------------------------- |
| 50                                                                                                  | Долгая рыбалка                                                                                      | Константин Бирюков                                                                                  | Сценарии к сериям отредактировал Алексей Лебедев                                                    | 2005                                                                                                |
| 51                                                                                                  | Ремонт — дело коллективное                                                                          | Константин Бирюков                                                                                  | Сценарии к сериям отредактировал Алексей Лебедев                                                    | 2005                                                                                                |
| 54                                                                                                  | Прощай, Бараш!                                                                                      | Андрей Колпин                                                                                       | Сценарии к сериям отредактировал Алексей Лебедев                                                    | 2005                                                                                                |
| 62                                                                                                  | Ульи Копатыча                                                                                       | Андрей Колпин, Алексей Минченок                                                                     | Сценарии к сериям отредактировал Алексей Лебедев                                                    | 2006                                                                                                |
| 69                                                                                                  | Масленица                                                                                           | Андрей Колпин, Анна Борисова                                                                        | Сценарии к сериям отредактировал Алексей Лебедев                                                    | 2006                                                                                                |
| 93                                                                                                  | Край Земли                                                                                          | Наталья Мирзоян                                                                                     | —                                                                                                   | 2007                                                                                                |
| 96                                                                                                  | Секрет Гудини                                                                                       | Алексей Минченок                                                                                    | —                                                                                                   | 2007                                                                                                |
| 106                                                                                                 | Новогодняя почта                                                                                    | Наталья Мирзоян                                                                                     | —                                                                                                   | 2007                                                                                                |
| 138                                                                                                 | Диета для Нюши                                                                                      | Анна Борисова                                                                                       | —                                                                                                   | 2009                                                                                                |
| 143, 144                                                                                            | Спасение улетающих                                                                                  | Алексей Горбунов                                                                                    | Написал сценарий совместно с Алексеем Горбуновым                                                    | 2009                                                                                                |
| 148                                                                                                 | Создатель                                                                                           | Олег Мусин                                                                                          | —                                                                                                   | 2009                                                                                                |
| 149, 150                                                                                            | Тайна древних сокровищ                                                                              | Алексей Горбунов                                                                                    | —                                                                                                   | 2009                                                                                                |
| 158                                                                                                 | Неравные условия                                                                                    | Олег Мусин                                                                                          | —                                                                                                   | 2009                                                                                                |
| 159                                                                                                 | Всё успеть                                                                                          | Джангир Сулейманов                                                                                  | —                                                                                                   | 2009                                                                                                |
| 160                                                                                                 | Нездоровый рекорд                                                                                   | Анна Борисова                                                                                       | —                                                                                                   | 2009                                                                                                |
| 161                                                                                                 | Воздух для вдохновения                                                                              | Роман Соколов                                                                                       | —                                                                                                   | 2009                                                                                                |
| 162                                                                                                 | Экономия времени                                                                                    | Светлана Мардаголимова                                                                              | —                                                                                                   | 2009                                                                                                |
| 186, 187                                                                                            | Лунный Заяц                                                                                         | Олег Мусин                                                                                          | —                                                                                                   | 2010                                                                                                |
| 198                                                                                                 | Хрум                                                                                                | Анна Борисова                                                                                       | —                                                                                                   | 2011                                                                                                |
| 206, 207                                                                                            | С Новым Хрумом!                                                                                     | Алексей Горбунов                                                                                    | —                                                                                                   | 2011                                                                                                |
| 208                                                                                                 | Чистый спорт                                                                                        | Светлана Мардаголимова                                                                              | —                                                                                                   | 2012                                                                                                |
| 209                                                                                                 | Завтрак из 6 букв                                                                                   | Анна Борисова                                                                                       | —                                                                                                   | 2012                                                                                                |
| 210                                                                                                 | Молочное пари                                                                                       | Александра Аверьянова                                                                               | —                                                                                                   | 2012                                                                                                |

- 2006—наст. время — Лунтик и его друзья

| Список серий «Лунтика», сценарии к которым были написаны Дмитрием Яковенко: | Список серий «Лунтика», сценарии к которым были написаны Дмитрием Яковенко: | Список серий «Лунтика», сценарии к которым были написаны Дмитрием Яковенко: | Список серий «Лунтика», сценарии к которым были написаны Дмитрием Яковенко: | Список серий «Лунтика», сценарии к которым были написаны Дмитрием Яковенко: |
| № серии                                                                     | Название                                                                    | Режиссер серии                                                              | Примечания                                                                  | Год производства                                                            |
| --------------------------------------------------------------------------- | --------------------------------------------------------------------------- | --------------------------------------------------------------------------- | --------------------------------------------------------------------------- | --------------------------------------------------------------------------- |
| 32                                                                          | Страх                                                                       | Людмила Стеблянко                                                           | Написан совместно с Андреем Чибисом                                         | 2004—2006                                                                   |
| 34                                                                          | Подарок                                                                     | Людмила Стеблянко                                                           | —                                                                           | 2004—2006                                                                   |
| 37                                                                          | Простуда                                                                    | Галина Воропай                                                              | Написан совместно с Дариной Шмидт                                           | 2004—2006                                                                   |
| 45                                                                          | Клава                                                                       | Ольга Образцова                                                             | —                                                                           | 2004—2006                                                                   |
| 49                                                                          | Выше солнца                                                                 | Галина Воропай                                                              | —                                                                           | 2004—2006                                                                   |
| 50                                                                          | Долг чести                                                                  | Антон Рудин                                                                 | —                                                                           | 2004—2006                                                                   |
| 63                                                                          | Сбежавшее тесто                                                             | Людмила Стеблянко                                                           | —                                                                           | 2004—2006                                                                   |
| 72                                                                          | Урок                                                                        | Екатерина Шрага                                                             | —                                                                           | 2004—2006                                                                   |

- 2006 — Смешарики. Азбука безопасности
- 2008—2009 — Смешарики. Азбука здоровья
- 2009 — Смешарики. Азбука прав ребёнка
- 2009 — Смешарики. Азбука чтения
- 2009 — Смешарики. Азбука дружелюбия
- 2011—2019 — Барбоскины
- 2011—2017, 2019 — Смешарики. ПИН-код (около 100 серий)

| № серии | Название                           | Режиссёр серии                     | Примечания                                      | Год производства |
| ------- | ---------------------------------- | ---------------------------------- | ----------------------------------------------- | ---------------- |
| 1       | Силуэт на снегу                    | Алексей Горбунов                   | —                                               | 2011             |
| 2       | Принцесса в поиске                 | Анна Борисова                      | —                                               | 2011             |
| 3       | Наноняни                           | Наталья Мирзоян                    | —                                               | 2011             |
| 4       | Метатыква                          | Александра Аверьянова              | —                                               | 2011             |
| 5       | ДНК                                | Светлана Мардаголимова             | —                                               | 2011             |
| 6       | Отель «У весёлого альпиниста»      | Константин Бирюков                 | —                                               | 2011             |
| 7       | Ураган на спор                     | Роман Соколов                      | —                                               | 2011             |
| 8       | Почему?                            | Светлана Мардаголимова             | —                                               | 2011             |
| 9       | Жажда скорости                     | Джангир Сулейманов                 | —                                               | 2011             |
| 10      | Они могут обойтись и без нас       | Наталья Мирзоян                    | —                                               | 2011             |
| 11      | Пин-песчинка                       | Светлана Мардаголимова             | —                                               | 2011             |
| 12      | Солнечный бриз                     | Константин Бирюков                 | —                                               | 2011             |
| 13      | Электробитва                       | Джангир Сулейманов                 | —                                               | 2011             |
| 14      | Горшочек, не вари!                 | Анна Борисова                      | —                                               | 2011             |
| 15      | Испытание                          | Анна Борисова                      | —                                               | 2011             |
| 16      | Энцелад: вода и жизнь              | Алексей Минченок                   | —                                               | 2011             |
| 17      | Хранительница                      | Александра Аверьянова              | —                                               | 2011             |
| 18      | У медведя на уме                   | Алексей Горбунов                   | —                                               | 2011             |
| 19      | Мыльная опера на все времена       | Алексей Горбунов                   | сценарий написан совместно с режиссёром эпизода | 2012             |
| 20      | Параллельный мир                   | Алексей Горбунов                   | —                                               | 2012             |
| 21      | Очень большая штука                | Анна Борисова                      | —                                               | 2012             |
| 22      | Переломный момент                  | Константин Бирюков                 | —                                               | 2012             |
| 23      | Сверхпроводимость и капелька любви | Наталья Мирзоян                    | —                                               | 2012             |
| 24      | Уши для Ушарика                    | Марина Мошкова                     | —                                               | 2012             |
| 25      | Второе солнце                      | Константин Бирюков                 | —                                               | 2012             |
| 26      | Диета для Вселенной                | Алексей Горбунов                   | сценарий написан совместно с режиссёром эпизода | 2012             |
| 27      | Нечто                              | Александра Аверьянова              | —                                               | 2012             |
| 28      | Малышка на миллион                 | Катерина Савчук                    | —                                               | 2012             |
| 29      | Светосила искусства                | Анна Борисова                      | —                                               | 2012             |
| 30-31   | Прививка от Кроша                  | Алексей Горбунов                   | сценарий написан совместно с режиссёром эпизода | 2012             |
| 32      | Сказка для Биби                    | Анна Борисова                      | —                                               | 2012             |
| 33      | То, что нельзя объяснить           | Катерина Савчук                    | —                                               | 2012             |
| 34      | Бортовой дневник                   | Джангир Сулейманов                 | —                                               | 2012             |
| 35      | Комарилья                          | Наталья Мирзоян                    | —                                               | 2012             |
| 36      | Таймер на тысячу лет               | Константин Бирюков                 | —                                               | 2012             |
| 37      | Домино и бабочки                   | Наталья Мирзоян                    | —                                               | 2013             |
| 38      | Рефлексия                          | Екатерина Салабай Екатерина Шутова | —                                               | 2013             |
| 39      | В наилучшем виде                   | Анна Борисова                      | —                                               | 2013             |
| 40      | Метод Ёжика                        | Джангир Сулейманов                 | —                                               | 2013             |
| 41      | Будь проще!                        | Катерина Савчук                    | —                                               | 2013             |
| 42      | Вредитель                          | Марина Мошкова                     | —                                               | 2013             |
| 43      | Антигерой                          | Алексей Горбунов                   | —                                               | 2013             |
| 44      | Кремень                            | Джангир Сулейманов                 | —                                               | 2013             |
| 45      | Супербактерия                      | Константин Бирюков                 | —                                               | 2013             |
| 46      | Секрет совершенства                | Алексей Горбунов                   | —                                               | 2013             |
| 47      | Бортовой дневник 2                 | Джангир Сулейманов                 | —                                               | 2013             |
| 48      | Стражи порядка                     | Анна Борисова                      | —                                               | 2013             |
| 49      | Яркий след в истории               | Джангир Сулейманов                 | —                                               | 2013             |
| 50      | Гляделки                           | Анна Борисова                      | —                                               | 2013             |
| 51      | Исправительное питание             | Марина Мошкова                     | —                                               | 2013             |
| 52      | Суперстирка                        | Джангир Сулейманов                 | —                                               | 2013             |
| 53      | Двигатель прогресса                | Андрей Бахурин                     | —                                               | 2014             |
| 54      | Лучший из миров                    | Алексей Горбунов                   | сценарий написан совместно с режиссёром эпизода | 2014             |
| 55      | Космические жмурки                 | Анна Борисова                      | —                                               | 2014             |
| 56      | Баранка                            | Джангир Сулейманов                 | —                                               | 2014             |
| 57      | Вальс Кабанюши                     | Андрей Бахурин                     | —                                               | 2014             |
| 59      | Мой милый Ёжик                     | Анна Борисова                      | —                                               | 2014             |
| 60      | Тайна сгоревшей планеты            | Джангир Сулейманов                 | —                                               | 2014             |
| 61-62   | День Биби                          | Алексей Горбунов                   | —                                               | 2015             |
| 63      | Контакт                            | Джангир Сулейманов                 | —                                               | 2015             |
| 64      | Перемотка                          | Андрей Бахурин                     | —                                               | 2015             |
| 66      | Нулевая гипотеза                   | Андрей Бахурин                     | —                                               | 2015             |
| 67      | Танец дружбы                       | Наталья Мирзоян                    | —                                               | 2015             |
| 68      | Танцы с пчёлами                    | Анна Борисова                      | —                                               | 2015             |
| 70      | IQ (Коэффицент интеллекта)         | Андрей Бахурин                     | —                                               | 2015             |
| 72      | Вечная жизнь                       | Марина Мошкова                     | —                                               | 2015             |
| 73      | Без страха и упрёка                | Джангир Сулейманов                 | —                                               | 2015             |
| 74      | Бортовой дневник 3                 | Анна Борисова                      | —                                               | 2015             |
| 76      | Свет и тьма                        | Андрей Бахурин                     | —                                               | 2015             |
| 77      | Бессонница                         | Алексей Горбунов                   | —                                               | 2015             |
| 78      | За секунду до...                   | Джангир Сулейманов                 | —                                               | 2015             |
| 79      | Пресный подвиг                     | Анна Борисова                      | —                                               | 2015             |
| 80      | Вселенная под присмотром           | Алексей Горбунов                   | —                                               | 2015             |
| 81      | Десять секунд                      | Андрей Бахурин                     | —                                               | 2015             |
| 82      | Да будет свет!                     | Алексей Горбунов                   | —                                               | 2015             |
| 83      | Лучшая валентинка во Вселенной     | Джангир Сулейманов                 | —                                               | 2015             |
| 84      | Золотое сечение                    | Наталья Мирзоян                    | —                                               | 2015             |
| 85      | Планета под ключ                   | Наталья Мирзоян                    | —                                               | 2016             |
| 86      | Петя Юрского периода               | Алексей Горбунов                   | —                                               | 2016             |
| 87      | А теперь улыбнитесь                | Алексей Горбунов                   | —                                               | 2016             |
| 88      | Титаны древности                   | Наталья Мирзоян                    | —                                               | 2016             |
| 91      | Баю-бай                            | Наталья Мирзоян                    | —                                               | 2017             |
| 94      | Формула любви                      | Алексей Горбунов                   | —                                               | 2017             |
| 95      | Верный знак                        | Джангир Сулейманов                 | —                                               | 2017             |
| 96      | Риторический вопрос                | Джангир Сулейманов                 | —                                               | 2017             |
| 97      | Героический кубик                  | Джангир Сулейманов                 | —                                               | 2017             |
| 98      | Тирликурендуй                      | Джангир Сулейманов                 | —                                               | 2017             |
| 99      | Рога и копыта                      | Александра Аверьянова              | —                                               | 2017             |
| 100-102 | Собратья по разуму                 | Алексей Горбунов                   | —                                               | 2017             |
| 103     | Иллюзия обмана                     | Алексей Горбунов                   | —                                               | 2017             |
| 104     | Новый год по-взрослому!            | Джангир Сулейманов                 | —                                               | 2017             |
| 105     | Бортовой дневник 4                 | Джангир Сулейманов                 | эпизоды на данный момент не вышли               | 2018             |
| 106     | Игры с памятью                     | Алексей Горбунов                   | эпизоды на данный момент не вышли               | 2018             |
| Спец.   | Перепись — дело коллективное       | Алексей Горбунов                   | —                                               | 2019             |

| Серии рубрики «ПИН-код: Финансовая грамотность» | Серии рубрики «ПИН-код: Финансовая грамотность» | Серии рубрики «ПИН-код: Финансовая грамотность» | Серии рубрики «ПИН-код: Финансовая грамотность» |
| № серии                                         | Название                                        | Режиссер серии                                  | Год производства                                |
| ----------------------------------------------- | ----------------------------------------------- | ----------------------------------------------- | ----------------------------------------------- |
| 2                                               | Трындоскоп со скидкой                           | Алексей Горбунов                                | 2019                                            |
| 4                                               | Сказки Лукоморья                                | Алексей Горбунов                                | 2019                                            |
| 5                                               | Нажмите «Ввод»                                  | Джангир Сулейманов                              | 2019                                            |
| 6                                               | Жизнь прекрасна                                 | Алексей Горбунов                                | 2019                                            |
| 8                                               | Ёжик и страховка                                | Алексей Горбунов                                | 2020                                            |
| 9                                               | Танец в кредит                                  | Анна Борисова                                   | 2020                                            |
| 11                                              | Раз картошка, два картошка                      | Алексей Горбунов                                | 2020                                            |
| 13                                              | Три Жар-птицы                                   | Алексей Горбунов                                | 2020                                            |

- 2012—2013 — Смешарики. Новые приключения

| Список серий «Новых приключений», сценарии к которым были написаны Дмитрием Яковенко: | Список серий «Новых приключений», сценарии к которым были написаны Дмитрием Яковенко: | Список серий «Новых приключений», сценарии к которым были написаны Дмитрием Яковенко: | Список серий «Новых приключений», сценарии к которым были написаны Дмитрием Яковенко: |
| № серии                                                                               | Название                                                                              | Режиссер серии                                                                        | Год производства                                                                      |
| ------------------------------------------------------------------------------------- | ------------------------------------------------------------------------------------- | ------------------------------------------------------------------------------------- | ------------------------------------------------------------------------------------- |
| 15                                                                                    | Шуша                                                                                  | Олег Мусин                                                                            | 2012                                                                                  |
| 24                                                                                    | Кибернюша                                                                             | Олег Мусин                                                                            | 2013                                                                                  |
| 28                                                                                    | Восстание машин                                                                       | Олег Мусин                                                                            | 2013                                                                                  |
| 44                                                                                    | Жестяной кубок                                                                        | Екатерина Салабай                                                                     | 2013                                                                                  |
| 48                                                                                    | Новогодний эфир                                                                       | Андрей Бахурин                                                                        | 2013                                                                                  |
| 54                                                                                    | Настоящий медведь                                                                     | Александра Аверьянова                                                                 | 2013                                                                                  |

- 2012—2015 — Летающие звери
- 2015 — Саша + Даша + Глаша
- 2016 — Смешарики. Легенда о золотом драконе
- 2016—2018 — Шаранавты. Герои космоса
- 2018 — Смешарики. Дежавю
- 2018 — Питомцы (проект заморожен)[2][3]
- 2019 — Сенсор (первоначальное название "Вкус боли"[4])
- 2019 — Смешарики. Азбука защиты леса
- 2019 — Смешарики. Операция «Дед Мороз»
- 2020—наст. время — Смешарики. Новый сезон
- 2022 — Смешарики. Синема
- 2023—2024 — Киберслав

### Режиссёр
- 2011—2019 — Барбоскины
- 2020—наст. время — Смешарики. Новый сезон
- 2023—2024 — Киберслав[5]

## Награды[1]
- «Смешарики. Легенда о золотом драконе» – «Лучший полнометражный фильм» в Суздале 2017.
- «Смешарики. Дежавю» – премия BAF Awards 2018 за лучший иностранный фильм, победа в номинации «лучший фильм», премия «Икар» в 2017-м.